# دایمون (ایتاباشی)
دایمون (به لاتین: Daimon) یک منطقهٔ مسکونی در ژاپن است که در ایتاباشی-کو، توکیو واقع شده‌است. دایمون ۱٬۱۳۹ نفر جمعیت دارد.